# Ana Recalde
Ana Carolina Recalde Gomes (Mato Grosso do Sul, 25 de março de 1982) é uma roteirista brasileira de história em quadrinhos. 

## Biografia
Iniciou a carreira em 2008, com a publicação de Patre Primordium, desenhada em estilo mangá por Fred Hildebrand, integrou o coletivo de quadrinhos independentes Quarto Mundo, em 2009, publicou uma história ilustrada por Mario Cau na oitava edição da revista Quadrinhópole, dedicada a ficção científica, em dezembro de 2011, lançou a webcomic de terror Beladona, desenhado por Denis Mello e publicada no site Petisco, no ano seguinte, a história foi publicada na antologia Petisco Apresenta - Volume 1, publicada através de financiamento coletivo na  Plataforma Catarse, em 2014, lançou um projeto de uma coletânea na Plataforma Catarse. no mesmo ano, o álbum é publicado pela editora AVEC. Em 2015, ganhou o Troféu HQ Mix de categoria "melhor web quadrinho" por Beladona. Em 2016, assumiu o cargo de editora do selo Pagu Comics da plataforma de quadrinhos digital Social Comics, cujo principal objetivo é publicar quadrinhos criados exclusivamente por mulheres, no selo, Recalde edita a série a As Empoderadas, criada por Germana Viana, vencedora do 29º Troféu HQ Mix na categoria "melhor web quadrinho".